# رنه مری
رنه مری (انگلیسی: René Marie؛ زادهٔ ۷ نوامبر ۱۹۵۵) خواننده و ترانه‌سرای اهل ایالات متحده آمریکا است. وی از سال ۱۹۹۷ میلادی تاکنون مشغول فعالیت بوده‌است.
او تا کنون ۱۳ آلبوم موسیقی به بازار عرضه کرده‌است.